# Brevicipitidae
Brevicipitidae är en familj av groddjur som ingår i ordningen stjärtlösa groddjur (Anura). Enligt Catalogue of Life omfattar familjen Brevicipitidae 26 arter. 
Arterna förekommer i östra och södra Afrika söder om Sahara.
Släkten enligt Catalogue of Life och Amphibian Species of the World:
- Balebreviceps, 1 art.
- Breviceps, 16 arter.
- Callulina, 9 arter.
- Probreviceps, 6 arter.
- Spelaeophryne, 1 art.